# Zastava NATO-a
Zastavu Organizacije Sjevernoatlantskog sporazuma prihvatilo je Sjevernoatlantsko vijeće 14. listopada 1953. godine. Zastava se sastoji od bijelo - plavog znaka (amblema) NATO-a na tamno plavoj pozadini.
Znak NATO-a, simbol Saveza, sastoji se od kruga unutar kojega je kompas. Krug simbolizira jedinstvo i suradnju, a kompas označava zajednički put prema miru kojim su krenule zemlje članice. Od vrhova igle kompasa pružaju se četiri bijele linije. Porijeklo NATO-va znaka nije potpuno poznato, ali je sigurno da je osnovni dizajn izradio član Međunarodnog osoblja (IS).

## Vanjske poveznice
|  | Zajednički poslužitelj ima još gradiva o temi Zastava NATO-a |

- (en) Flags of the World